# Actinidia kungshanensis
Actinidia kungshanensis là một loài thực vật có hoa trong họ Dương đào. Loài này được C.Y.Wu & S.K.Chen mô tả khoa học đầu tiên năm 1977.